# Viktor (League of Legends)
Pour les articles homonymes, voir Viktor.
Viktor est un personnage issu de la franchise League of Legends produite par Riot Games. League of Legends est un jeu en ligne multijoueur de bataille d'arène (MOBA) crée en 2009. Viktor a été introduit dans le jeu en tant que personnage jouable lors de la mise à jour du mois de décembre 2011. Viktor est présenté comme un personnage très intelligent et idéaliste qui consacre sa vie au progrès de l'humanité afin qu'elle atteigne son plein potentiel évolutif. Issu de la ville malfamée de Zaun, Viktor multiplie les expériences scientifiques pouvant contribuer à faire évoluer l'humanité par ce qu'il nomme « La Glorieuse Évolution ». Il est l'ennemi de Jayce Talis, un autre scientifique talentueux de Piltover et qui était autrefois son partenaire et meilleur ami.
Viktor apparait également dans d'autres oeuvres de la franchise dont notamment la série d'animation Arcane diffusée sur la plateforme de streaming Netfix. Il est l'un des personnages principaux de la série où il est doublé en langue originale par Harry Lloyd et Cédric Dumond en français. Son histoire se concentre ainsi sur la création de la technologie de l'Hextech avec son ami Jayce et l'évolution de leur relation.

## Conception et création
Graham McNeill a écrit l'histoire de Viktor en imaginant un personnage décrit comme un génie scientifique sombre, expert en robotique, sans pour autant tomber dans le cliché du savant fou. Ainsi, Viktor se démarque par sa volonté d'agir pour ce qu'il considère être le bien de l'humanité mais à travers des expériences immorales empruntes des théories darwinistes.
En 2021, il a été annoncé que Viktor serait l'un des principaux personnages de la série d'animation Arcane, diffusée sur Netflix tandis que l'acteur britannique Harry Lloyd a été choisi pour lui donner sa voix. Tout au long de la série, les scénaristes Christian Linke et Alex Yee ont voulu mettre en avant l'évolution de la relation qu'entretient Viktor avec son partenaire Jayce Talis, un autre champion de League of Legends. Contrairement au jeu, où Viktor a rejeté toute émotion et code éthique, la série développe plus en profondeur ses tiraillements moraux et comment ceux-ci influencent sa relation avec l'humanité et sa propre mortalité. De plus, là où League of Legends établit une relation assez distante, bien qu'emprunte de respect, entre Viktor et Jayce, Linke et Yee ont fait le choix de développer une relation beaucoup plus fraternelle et tragique entre les deux personnages. Enfin, la série apporte une différence importante avec le jeu en décrivant Viktor comme un individu profondément humaniste mais atteint de graves problèmes de santé raccourcissant son espérance de vie.
Après la sortie de la deuxième saison d'Arcane, certains fans ont émis l'hypothèse que la relation entre Viktor et Jayce aurait un caractère romantique. Cependant, lors d'une interview, Christian Linke a affirmé que Viktor et Jayce, contrairement à la relation entre Vi et Caitlyn, n'avait pas de caractère romantique et homosexuelle mais plutôt fraternelle.

## Apparitions

### League of Legends
Viktor a été ajouté à la liste des champions jouables de League of Legends lors de la mise à jour du 29 décembre 2011. Viktor dispose d'un corps amélioré à l'aide de différents implants cybernétiques qui lui octroient des capacités sur-humaines ajoutées à son intelligence naturelle. Parmi les différentes armes dont il dispose, Viktor est capable d'utiliser un troisième bras mécanique lui permettant de lancer un rayon d'énergie. Viktor peut également générer des champs gravitationnels qui ralentissent ses adversaires ou augmentent sa vitesse. Enfin, il peut infliger des dégâts magiques sur ses ennemis grâce à des cœurs Hextech à sa disposition. Viktor est l'un des personnages les plus populaires du jeu avec un taux de parties jouées de près de 7,1%, sa popularité atteignant des pics lors des sorties respectives des saisons 1 et 2 de la série Arcane en novembre 2021 et 2024.
Dans la biographie du champion, écrite par McNeill, Viktor grandit dans la ville industrielle et malfamée de Zaun où dès son plus jeune âge il s'intéressa aux innovations technologiques. Voulant apporter son aide aux plus démunis, il comprit à travers ses recherches que la majorités des accidents industriels, fréquents dans la ville de Zaun, étaient causés non pas par des erreurs techniques mais par des facteurs humains. Se faisant de plus en plus remarqué par les innovations qu'il apportait aux usines de Zaun, Viktor est approché par l'académie de Piltover qui le recruta pour travailler dans ses laboratoires. Viktor accepta l'offre, enchanté que son travail soit remarqué et qui lui permettrait d'affiner son art à l'aide des nouvelles ressources à sa disposition. À Piltover, Viktor fait la rencontre de Jayce Talis, un autre scientifique de l'université, qui bien qu'il soit son égal en terme d'intellect, possède un caractère totalement opposé à celui de Viktor. Bien qu'une certaine rivalité s'installa entre eux, elle resta néanmoins emprunte d'un profond respect mutuel entre les deux savants. Cependant, la relation entre Viktor et Jayce se dégrada à cause des recherches de Viktor qui cherchait à optimiser l'humanité. En effet, Viktor se mit à juger que les limitations physiques et émotionnelles des humains étaient un frein à son développement et que ceux-ci devaient trouver un moyen de s'en débarrasser. Jayce désapprouva cette vision des choses en argumentant que privés de leurs corps et émotions, les humains perdraient leur individualité et libre arbitre. Il en résulte que les deux anciens partenaires se séparent définitivement. Convaincu que ses émotions obscurcissent son jugement, Viktor s'implanta divers éléments mécaniques sur son corps. Ainsi, sa volonté d'aider le plus grand nombre changea pour devenir une obsession visant à perfectionner la race humaine par ce qu'il nomme « La Glorieuse Évolution ». À présent, Viktor est un cyborg qui cherche à optimiser les humains via des implants mécaniques et s'oppose ainsi à Jayce et sa technologie de l'Hextech.

### Arcane

#### Saison 1
Pendant plusieurs flash-back disséminés à travers la série, on en apprend plus sur la jeunesse de Viktor. Originaire de la ville de Zaun, Viktor est un jeune garçon assez solitaire et atteint de nombreux problèmes de santé provoqués par la pollution ambiante dont la ville souffre. Un jour, alors qu'il construisait un bateau mécanique, il fait la rencontre du scientifique Singed. Le savant voyant le potentiel de Viktor, il prend le jeune garçon sous son aile en faisant de lui son assistant. Cependant, Viktor se sépare de Singed lorsqu'il découvre le manque d'éthique dont fait preuve son mentor lors de ses expériences. Des années plus tard, Viktor est repéré par l'académie de Piltover où il devient l'un de ses plus brillants étudiants en devenant l'assistant du professeur Heimerdinger.
Un jour, Viktor fait la rencontre du jeune Jayce Talis après la destruction de son laboratoire lors d'une explosion des gemmes magiques qu'il étudiait, une explosion causée par le cambriolage de Vi et Powder. Fasciné par les travaux de Jayce, Viktor le retrouve plus tard dans le même laboratoire où il empêche Jayce de mettre fin à ses jours après avoir été  renvoyé de l'académie. Convaincu du potentiel de la maîtrise de la magie par la technologie, Viktor parvient à convaincre Jayce de tester leur nouvelle théorie en s'infiltrant dans le laboratoire de l'académie. S'infiltrant dans le bâtiment, Viktor et Jayce sont surpris par la conseillère Mel Medarda qui accepte de couvrir les deux jeunes scientifiques. Viktor et Jayce expérimentent alors différentes combinaisons de runes sur les gemmes. Finalement, les deux comparses parviennent à maîtriser ces propriétés magiques devant Mel et Heimerdinger, créant ainsi la technologie de l'Hextech,.
Des années plus tard, l'Hextech de Viktor et Jayce fait prospérer la ville de Piltover, ce qui apporte une grande renommée à Jayce tandis que Viktor ne semble visiblement pas intéressé par la célébrité. Faisant une démonstration de leur nouvelle création, à savoir une gemme Hextech, à Heimerdinger, ce dernier se montre enthousiaste devant les deux hommes. Cependant, Heimerdinger leur demande de continuer les testes pendant plusieurs années, ce qui frustre notamment Viktor qui ne peut pas se permettre d'attendre en raison de sa santé de plus en plus défaillante. Parallèlement, Viktor invente l'Hexcore, une machine pouvant faire évoluer la vie organique et qui lui permettrait de mieux comprendre les propriétés de l'Arcane. Viktor s'enfonce alors de plus en plus dans ses recherches et au cours d'une expérimentation de l'Hexcore, il fait une crise maladive où son sang fusionne avec l'engin. Se réveillant dans un lit d'hôpital, Viktor apprend via Jayce que ses jours sont à présent comptés à cause de sa maladie. Lorsque Heimerdinger découvre l'Hexcore, il demande à Viktor et Jayce de détruire la machine mais les deux amis refusent.
Désespéré, Viktor se rend à Zaun où il retrouve Singed qui lui offre une dose de Shimmer pour que Viktor puisse s'en servir afin de réaliser des expérimentations sur son propre corps. Néanmoins, Singed avertit Viktor que s'il s'aventure sur cette voie, il sera méprisé pour sa recherche du progrès. Revenu à Piltover après une brève dispute avec Jayce, Viktor s'injecte une dose de Shimmer et grave des runes sur sa jambe boiteuse afin d'utiliser l'Hexcore sur lui même. L'expérience est un succès et la jambe de Viktor prend une apparence bio-mécanique permettant à Viktor de courir pour la première fois de sa vie. Dans sa lancée, Viktor tente une nouvelle utilisation de l'Hexcore mais perd le contrôle de l'engin. Viktor est alors surpris par son assistante Sky, qui est secrètement amoureuse de lui. Cette dernière tente d'arracher Viktor à l'Hexcore mais elle est désintégrée dans le processus. Choqué par la tragédie, Viktor tente de détruire l'Hexcore mais il en ait incapable malgré sa dangerosité. Le lendemain, alors qu'il dissémine les cendres de Sky, Viktor demande à Jayce de détruire l'Hexcore, ce que son ami promet. Le soir même, il rejoint Jayce lors d'une réunion du Conseil de Piltover où son ami tente de faire voter l'indépendance de Zaun. Malheureusement, la réunion est interrompue par le missile de Jinx visant à détruire le Conseil.

#### Saison 2
Lors de la destruction du Conseil de Piltover par Jinx, Viktor se retrouve mortellement blessé. Pour sauver son ami, Jayce fait fusionner Viktor avec l'Hexcore dans une tentative désespérée. Viktor se réveille quelques jours plus tard après que son corps ait pleinement fusionné avec l'appareil. Malgré le soulagement de Jayce, Viktor est déçu de voir que son partenaire n'a pas respecté sa promesse de détruire l'Hexcore. Viktor quitte alors définitivement Jayce en arguant que leur route s'était déjà séparée depuis longtemps et que seule leur amitié avait réussi à la maintenir. Se rendant ensuite dans les bas-fonds de Zaun, Viktor suit des traces de magie Hextech sauvage. Une fois sur les lieux, il est attaqué par un groupe d'addictes au Shimmer qui veulent le dépouiller. Néanmoins, et à l'aide de ses nouvelles capacités, Viktor soigne l'un des mendiants et leur annonce que leurs souffrances sont à présent terminées. Parallèlement, il a des visions de Sky qui semble avoir été absorbée par l'Hexcore,. 
Pendant l'année qui suit, Viktor fonde un sanctuaire où il guérit les malades, dont notamment le conseiller Salo qui était devenu paraplégique après l'attaque de Jinx. Par la suite, Viktor envoie Salo récupérer de la technologie dans le cœur du réacteur Hextech. Salo est alors surpris par la réapparition de Jayce sur les lieux, ce dernier étant porté disparu depuis près d'un an. En réalité, Jayce avait été transporté dans une autre dimension où Piltover a été détruite par Viktor, tandis que le mystérieux mage qui l'avait sauvé pendant son enfance l'a ramené dans son monde d'origine. Viktor prend donc contact avec Jayce en s'adressant à lui via le corps de Salo. Enthousiaste, Viktor propose à Jayce de venir lui rendre visite dans son sanctuaire pour lui montrer tous les progrès qu'il a accompli. Cependant, Jayce refuse d'écouter les arguments de Viktor et tues Salo. Peu après, Viktor reçoit Vi et Jinx, accompagnées de Vander, dans son sanctuaire. Celles-ci demandent alors à Viktor qu'il soigne leur père, transformé en hybrid homme-loup par les expériences de Singed. Viktor accepte et tente donc de guérir Vander en essayant de ramener la part d'humanité enfouie en lui. Cependant, le sanctuaire est retrouvé par Ambessa, Caitlyn et Singed qui traquaient Vander. Les adeptes de Viktor interdisant la possession d'armes, Singed entre dans le sanctuaire pour parlementer avec son ancien pupille. Au même moment, Jayce s'infiltre sur les lieux afin de retrouver Viktor. Durant l'entrevue avec Singed, ce dernier demande à Viktor qu'il lui restitue Vander, ce que Viktor refuse. De plus, il en profite pour expliquer à son ancien mentor qu'il a pour objectif de faire évoluer l'humanité à son plein potentiel sans pour autant renier la valeur des émotions humaines. Peu après, le camp est attaqué par l'armée d'Ambessa tandis que Jayce se retrouve finalement nez à nez avec Viktor. Jayce tues alors Viktor, ce qui neutralise ses adeptes tandis que Vander cède à la rage. Dans le chaos ambiant, Viktor comprend que l'humanité est imparfaite par nature et que selon lui, elle ne peut atteindre la perfection que si elle s'affranchit de ses émotions.
Gravement affaibli par l'attaque de Jayce, Viktor accepte de collaborer avec Ambessa pour s'emparer de l'Hextech afin qu'il puisse accomplir sa « Glorieuse Évolution ». Viktor est ensuite guéri par Singed tandis que ses adeptes se retrouvent transformés en automates. Par ailleurs, Viktor évolue une nouvelle fois en un être bio-mécanique dépourvu d'émotions tandis que la conscience de Sky s'efface définitivement,. Viktor envoie ensuite un automate à Piltover où il demande à Jayce de se rendre afin d'éviter un bain de sang. Devant le refus de Jayce, l'automate tente donc de le tuer mais il est secouru par l'intervention de Mel. Quelques jours plus tard, l'armée d'Ambessa et les automates de Viktor prennent d'assaut la tour de Piltover. Pendant le combat, Viktor se libère de son cocon d'évolution et atteint le cœur du réacteur Hextech. Retrouvant Jayce dans la tour, Viktor affronte son ancien ami malgré les appels à la raison de Jayce. Arrivant finalement au sommet de la tour, Viktor prend l'ascendant sur Jayce et est à deux doigts de gagner en unissant la conscience des humains sous son contrôle. Cependant, Ekko parvient à inverser la tendance en projetant sur Viktor sa machine à remonter le temps, créant ainsi une singularité arcanique. Cette attaque à notamment pour effet de faire ressurgir l'humanité de Viktor tandis que Jayce reprend ses esprits dans le monde unifié de Viktor. Viktor demande alors à Jayce pourquoi il persiste à le ramener à la raison. Jayce lui révèle que lors de son voyage dans un monde alternatif, le mystérieux mage s'avérait être en réalité un Viktor de futur qui, comprenant les erreurs qu'il avait commises dans sa quête, a renvoyé Jayce dans sa dimension. En effet, le Viktor du futur avait compris que la recherche de la perfection humaine était vaine et était convaincu que seul Jayce pouvait le persuader d'arrêter sa folie. Viktor, choqué par cette révélation, regrette immédiatement et Jayce lui répond qu'ils peuvent arranger les choses en utilisant une rune donnée par le Viktor du futur. Les deux amis se sacrifient pour détruire les automates et rendre leur individualité aux humains. Finalement, ils disparaissent absorbés par la singularité provoquée par l'explosion d'Ekko. Leur destin est actuellement inconnu.

### Autres apparitions
Viktor apparaît dans plusieurs autres jeux vidéos et oeuvres tirés de la franchise League of Legends. Parmi ces différentes oeuvres, Viktor apparaît dans le jeu Legends of Runeterra, ainsi que dans une bande dessinée liée où il joue le rôle d'adversaire contre le champion Jayce. Le 25 novembre 2024, Viktor apparaît, à l'occasion de la sortie des derniers épisode d'Arcane, dans le clip musical The Line du groupe Twenty One Pilots sur la chaîne Youtube de League of Legends. Le clip tend alors à décrire la transformation de Viktor en « Héraut de l'Arcane ».